# Obertura Coriolano
La Obertura Coriolano, Op. 62 (Coriolan-Ouvertüre o Ouvertüre zu Coriolan, en el original en alemán) es una obra creada en 1807 por Ludwig van Beethoven, quien no se inspiró en la obra homónima de William Shakespeare y la escribió, en cambio, como introducción musical a una tragedia del jurista y poeta alemán Heinrich Joseph von Collin, secretario áulico del emperador de Austria, a quien se la dedicó expresamente. El tema de todas las obras mencionadas es el antiguo líder romano Cayo Marcio Coriolano.
La obertura se estrenó en marzo de 1807 en un concierto privado que tuvo lugar en la casa del príncipe Joseph Franz von Lobkowitz, junto con la Sinfonía n.º 4 y el Concierto para piano n.º 4.

## Historia
La obra de Collin había sido estrenada en 1802, y se representó con frecuencia durante los tres años siguientes. El público la conocía bien. Se la revivió para una sola representación en abril de 1807, específicamente con el fin de reunir la música de Beethoven y la obra de Collin. El estreno fue dirigido por el propio compositor, en el palacio del príncipe Lobkowicz (o Lobkowitz), en Viena. 
Es una obra hoy totalmente olvidada, basada en la Vida de los hombres ilustres, griegos y romanos (Vidas paralelas), de Plutarco, y su tema central es la libertad del héroe, alienado por su entorno. El tema no pudo menos que seducir al autor de la sinfonía "Heroica" y de la obertura Fidelio.
Considerada durante muchos años por la crítica como una obra “programática”, en realidad no lo es. Ciertamente, la funcionalidad original de una obertura es resumir lo que pasará en los siguientes actos e introducir los temas principales, para que quien escucha los recuerde una vez empezada la acción. Y en cierto modo algunas de estas líneas se cumplen en esta obertura. Pero su estructura y temas siguen de una forma muy general a la obra. El tema en do menor representa de forma oscura la parte en que Coriolano decide invadir Roma, y la suavidad del tema en mi bemol mayor representa el ruego para que se abstenga. Coriolano queda maravillado ante la majestuosidad de Roma y cede a los deseos de su madre y su hermana, pero una vez que está comandando un ejército no puede echarse atrás y prefiere suicidarse antes que destruir Roma.

## Breve análisis armónico
El primer tema caracteriza el alma orgullosa y ruda de Coriolano. Se trata de un tema en do menor, y hay que decir que en las obras del compositor alemán, el do menor resalta con frecuencia. Las obras de Beethoven en esta tonalidad suelen percibirse como poderosas y emocionalmente tempestuosas.  Se trata de un tema tumultuoso al que se opone, como segundo motivo, la ternura femenina de la conmiseración y de la sabiduría. La suavidad de este tema en mi bemol mayor puede representar el ruego para que se abstenga de la conquista. En otras interpretaciones, simboliza el lado más humano del general, que desea reconciliar a los romanos con sus enemigos.
El desarrollo expresa este dualismo y concluye con un “renunciamiento” sobre tres débiles sonidos pizzicato de la cuerda: el héroe vencido por su destino.
Hay que señalar que Beethoven proyectó escribir un Macbeth, también en colaboración con Heinrich von Collin, pero nunca lo llevó a cabo.[cita requerida]
De todas formas, la estructura (forma sonata) y los temas de esta obertura siguen de una forma muy general a la obra. Se debe a que Beethoven hizo algo diferente con esta obertura. No se limitó a elaborar un resumen del libreto. Por el contrario, actuó como crítico musical que da su opinión acerca de los distintos personajes y argumentos de la obra. Qué le inspiraba a él la decisión de Coriolano de invadir Roma, los sentimientos contrapuestos de orgullo herido hacia la ciudad que lo había expulsado, y a la vez amor por las personas queridas que allí vivían, entre otros ingredientes.
Por último, Beethoven utiliza los silencios para crear tensión, para cambiar de ambiente o simplemente para esperar a que la audiencia se olvide de la tonalidad anterior y modular a otra.

## Grabaciones
Dos de las grabaciones más aceptadas de esta obertura son la de Wilhelm Furtwängler con la Orquesta Filarmónica de Berlín (1943) y la de Fritz Reiner en la batuta de la Orquesta Sinfónica de Chicago, en 1959. Ninguna de estas grabaciones cumple con las indicaciones temporales hechas por Beethoven.
Otras grabaciones dignas de mención son las de Herbert von Karajan al frente de la Orquesta Filarmónica de Berlín, Karl Böhm con la Orquesta Filarmónica de Viena, Carlos Kleiber con la Orquesta Estatal de Baviera y Bruno Walter con la Sinfónica de Columbia.